# Burgstall Reichbühl
Der Burgstall Reichbühl, auch Reichenbühl, Reichbichel, Reichbichl genannt, ist eine abgegangene Höhenburg auf dem steilen 498,5 m ü. NHN hohen Bergkegel des Reichbichl nordnordwestlich von Walda und nordöstlich von Weidorf, Ortsteile der Gemeinde Ehekirchen im Landkreis Neuburg-Schrobenhausen in Bayern. Die Anlage wird als Bodendenkmal unter der Aktennummer D-1-7332-0122 im Bayernatlas als „mittelalterlicher Burgstall (Burgstall Reichbühl)“ geführt.

## Beschreibung
Der vermutlich aus dem 10. Jahrhundert stammende Burgstall zeigt auf steilem Spitzkegel noch deutliche Reste eines Ringgrabens mit starkem Randwall. Das Burgplateau besitzt einen Durchmesser von ca. 10–12 m. Auf einem westlich vorgelagerten Plateau, getrennt durch einen Halsgraben, befand sich die Vorburg.